# Fehérorosz labdarúgó-szuperkupa
A Fehérorosz labdarúgó-szuperkupa (hivatalos nevén: Суперкубак Беларусі па футболе, átírásban:Szuperkubak Belaruszi na Futbole) egy 2010-ben alapított, a Fehérorosz labdarúgó-szövetség által kiírt kupa. Tradicionálisan az új idény első meccsét jelenti, s az előző év bajnoka játszik az előző év kupagyőztesével. 
A legsikeresebb csapat a BATE Bariszav gárdája, hat győzelemmel.

## Kupadöntők
| Év   | Győztes             | Eredmény       | Döntős              |
| ---- | ------------------- | -------------- | ------------------- |
| 2010 | BATE Bariszav       | 0–0 (b.u. 3–2) | Naftan Navapolack   |
| 2011 | BATE Bariszav       | 3–0            | Tarpeda Zsodzina    |
| 2012 | Homel               | 2–0            | BATE Bariszav       |
| 2013 | BATE Bariszav       | 1–0            | Naftan Navapolack   |
| 2014 | BATE Bariszav       | 1–0            | FK Minszk           |
| 2015 | BATE Bariszav       | 0–0 (b.u. 3–0) | Sahcjor Szalihorszk |
| 2016 | BATE Bariszav       | 2–1            | Sahcjor Szalihorszk |
| 2017 | BATE Bariszav       | 3–1            | Tarpeda Zsodzina    |
| 2018 | Dinama Breszt       | 2–1            | BATE Bariszav       |
| 2019 | Dinama Breszt       | 3–1            | BATE Bariszav       |
| 2020 | Dinama Breszt       | 2–0            | Sahcjor Szalihorszk |
| 2021 | Sahcjor Szalihorszk | 0–0 (b.u. 5–4) | BATE Bariszav       |

- h.u. – hosszabbítás után
- b.u. – büntetők után

## Statisztika

### Győzelmek száma klubonként
| Csapat              | Győztes                                      | Döntős                     |
| ------------------- | -------------------------------------------- | -------------------------- |
| BATE Bariszav       | 7 (2010, 2011, 2013, 2014, 2015, 2016, 2017) | 4 (2012, 2018, 2019, 2021) |
| Dinama Breszt       | 3 (2018, 2019, 2020)                         | 0                          |
| Sahcjor Szalihorszk | 1 (2021)                                     | 3 (2015, 2016, 2020)       |
| Homel               | 1 (2012)                                     | –                          |
| Naftan Navapolack   | –                                            | 2 (2010, 2013)             |
| Tarpeda Zsodzina    | –                                            | 2 (2011, 2017)             |
| FK Minszk           | –                                            | 1 (2014)                   |